# California Dreams Tour
Tournées par Katy Perry
Hello Katy Tour
(2009) Prismatic World Tour
(2014-2015)
Le California Dreams Tour est la deuxième tournée par la chanteuse Américaine Katy Perry. La tournée passera par l'Europe, l'Australasie, Asie, les Amériques, et elle fera la promotion de son troisième album studio, Teenage Dream. La tournée a débuté le 20 février 2011 au Campo Pequeno de Lisbonne au Portugal et se terminera le 22 novembre 2011 au Staples Center de Los Angeles en Californie.

## Premières parties
- Yelle (Royaume-Uni & Irlande—Leg 1)[2]
- Calvin Harris (Royaume-Uni—Leg 1)[3]
- DJ Skeet Skeet (Mainland Europe;Leg 1)
- New Young Pony Club (Royaume-Uni & Irlande—Leg 1)[2]
- Robyn (Amérique du Nord) (dates sélectionnées)[2]
- Marina and the Diamonds (Amérique du Nord) (dates sélectionnées)[2]
- Janelle Monae (Amérique du Nord) (dates sélectionnées-Leg 1)[4]
- Oh Land (Royaume-Uni & Irlande-Leg 2) (dates sélectionnées)[5]
- Jessie J (Amérique du Nord) (Amérique du Nord-Leg 2)[6]
- Ellie Goulding (Amérique du Nord) (dates sélectionnées)[7]

## Le show

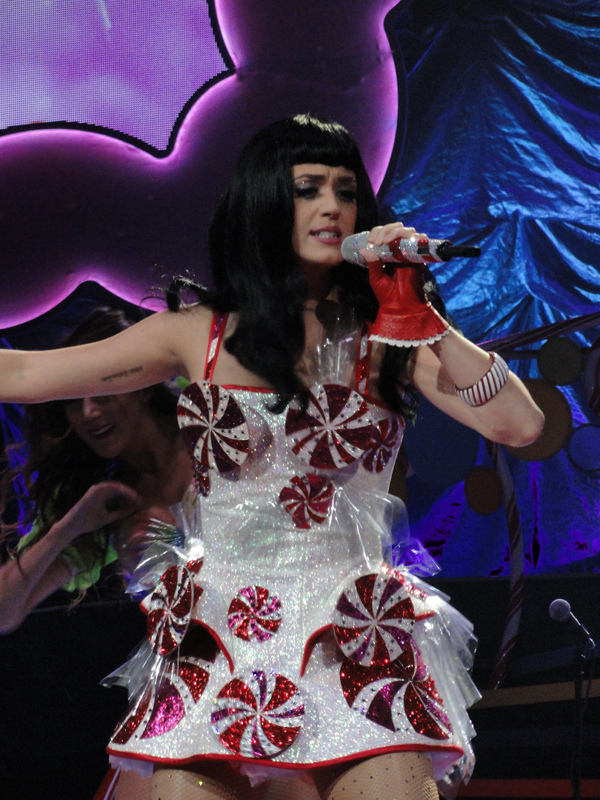
Katy Perry lors d'un concert.

Pour sa deuxième tournée, Katy Perry a mis en scène un show plus élaboré. Le décor, pleins de couleurs et d'imagination, fait référence à un monde merveilleux dans le ciel qui rappelle le film d'animation Alice au pays des merveilles. La chanteuse change plus de 20 fois de tenue pendant le concert.
Mêlant chant, guitare mais aussi danse et magie, le concert est, comme la chanteuse l'a voulu, multi-sensoriel : il fait donc appel aux cinq sens. En innovant sur ce point, la chanteuse diffuse des odeurs différentes pendant ses chansons qui stimulent l'odorat et envoie aussi des bulles qui font référence au toucher.

## Programme
Acte 1 - Candyfornia
1. "Teenage Dream"
2. "Hummingbird Heartbeat"
3. "Waking Up in Vegas"

Acte 2 - Visual Touch
1. "Ur So Gay"
2. "Peacock"
3. "I Kissed a Girl"

Acte 3 - Katy Kat
1. "Circle the Drain"
2. "E.T."
3. "Who Am I Living For?"
4. "Pearl"

Acte 4 - Not Like the Movies
1. "Not Like the Movies"
2. "The One That Got Away"
3. "I Wanna Dance with Somebody (Who Loves Me)" / "Girl Just Wanna Have Fun"
4. "Only Girl (In the World)" / "Whip My Hair" / "Friday"
5. "Thinking of You"

Acte 5 - The Blue Tribute
1. "I Want Candy (Interlude)"
2. "Hot n Cold"
3. "Last Friday Night (T.G.I.F.)"
4. "Firework"

Encore :
1. "California Gurls"

## Dates de la tournée
| Date               | Ville               | Pays             | Salle                              |
| ------------------ | ------------------- | ---------------- | ---------------------------------- |
| Europe             |                     |                  |                                    |
| 20 février 2011    | Lisbonne            | Portugal         | Campo Pequeno                      |
| 23 février 2011    | Milan               | Italie           | Mediolanum Forum                   |
| 25 février 2011    | Zurich              | Suisse           | Hallenstadion                      |
| 26 février 2011    | Munich              | Allemagne        | Zenith Munich                      |
| 27 février 2011    | Vienne              | Autriche         | Wiener Stadthalle                  |
| 4 mars 2011        | Berlin              | Allemagne        | Max-Schmeling-Halle                |
| 6 mars 2011        | Offenbach           | Allemagne        | Stadthalle Offenbach               |
| 7 mars 2011        | Paris               | France           | Le Zénith de Paris                 |
| 8 mars 2011        | Paris               | France           | Le Zénith de Paris                 |
| 10 mars 2011       | Bruxelles           | Belgique         | Forest National                    |
| 11 mars 2011       | Cologne             | Allemagne        | Palladium Köln                     |
| 14 mars 2011       | Hambourg            | Allemagne        | Alsterdorfer Sporthalle            |
| 15 mars 2011       | Amsterdam           | Pays-Bas         | Heineken Music Hall                |
| 17 mars 2011       | Londres             | Royaume-Uni      | HMV Hammersmith Apollo             |
| 18 mars 2011       | Londres             | Royaume-Uni      | HMV Hammersmith Apollo             |
| 19 mars 2011       | Londres             | Royaume-Uni      | HMV Hammersmith Apollo             |
| 21 mars 2011       | Manchester          | Royaume-Uni      | Manchester Apollo                  |
| 22 mars 2011       | Manchester          | Royaume-Uni      | Manchester Apollo                  |
| 27 mars 2011       | Liverpool           | Royaume-Uni      | Echo Arena Liverpool               |
| 28 mars 2011       | Dublin              | Irlande          | The O2                             |
| 30 mars 2011       | Nottingham          | Royaume-Uni      | Trent FM Arena Nottingham          |
| 31 mars 2011       | Bournemouth         | Royaume-Uni      | Bournemouth International Centre   |
| 1er avril 2011     | Cardiff             | Royaume-Uni      | Cardiff International Arena        |
| 3 avril 2011       | Newcastle           | Royaume-Uni      | Metro Radio Arena                  |
| 4 avril 2011       | Birmingham          | Royaume-Uni      | LG Arena                           |
| 5 avril 2011       | Glasgow             | Royaume-Uni      | SECC                               |
| 9 avril 2011       | Londres             | Royaume-Uni      | Wembley Arena                      |
| Océanie            |                     |                  |                                    |
| 28 avril 2011      | Melbourne           | Australie        | Rod Laver Arena                    |
| 29 avril 2011      | Melbourne           | Australie        | Rod Laver Arena                    |
| 2 mai 2011         | Adélaïde            | Australie        | Adelaide Entertainment Centre      |
| 4 mai 2011         | Sydney              | Australie        | Sydney Entertainment Centre        |
| 5 mai 2011         | Brisbane            | Australie        | Brisbane Entertainment Centre      |
| 7 mai 2011         | Auckland            | Nouvelle-Zélande | Vector Arena                       |
| 8 mai 2011         | Auckland            | Nouvelle-Zélande | Vector Arena                       |
| 10 mai 2011        | Wellington          | Nouvelle-Zélande | TSB Bank Arena                     |
| 13 mai 2011        | Newcastle           | Australie        | Newcastle Entertainment Centre     |
| 14 mai 2011        | Sydney              | Australie        | Sydney Entertainment Centre        |
| 15 mai 2011        | Brisbane            | Australie        | Brisbane Entertainment Centre      |
| Asie               |                     |                  |                                    |
| 20 mai 2011        | Osaka               | Japon            | Namba Hatch                        |
| 22 mai 2011        | Nagoya              | Japon            | Zepp Nagoya                        |
| 23 mai 2011        | Tokyo               | Japon            | AgeHa\|Studio Coast                |
| 24 mai 2011        | Tokyo               | Japon            | AgeHa\|Studio Coast                |
| 26 mai 2011        | Osaka               | Japon            | Zepp Osaka                         |
| Amérique du Nord   |                     |                  |                                    |
| 7 juin 2011        | Duluth              | États-Unis       | Arena at Gwinnett Center           |
| 9 juin 2011        | Orlando             | États-Unis       | UCF Arena                          |
| 10 juin 2011       | Tampa               | États-Unis       | St. Pete Times Forum               |
| 11 juin 2011       | Sunrise             | États-Unis       | BankAtlantic Center                |
| 14 juin 2011       | Raleigh             | États-Unis       | RBC Center                         |
| 15 juin 2011       | Columbia            | États-Unis       | Merriweather Post Pavilion         |
| 17 juin 2011       | Uniondale           | États-Unis       | Nassau Veterans Memorial Coliseum  |
| 18 juin 2011       | Boston              | États-Unis       | TD Garden                          |
| 19 juin 2011       | Newark              | États-Unis       | Prudential Center                  |
| 22 juin 2011       | Uncasville          | États-Unis       | Mohegan Sun Arena                  |
| 23 juin 2011       | Pittsburgh          | États-Unis       | Petersen Events Center             |
| 24 juin 2011       | Philadelphie        | États-Unis       | Wells Fargo Center                 |
| 28 juin 2011       | Auburn Hills        | États-Unis       | Palace of Auburn Hills             |
| 29 juin 2011       | Toronto             | Canada           | Centre Air Canada                  |
| 30 juin 2011       | Toronto             | Canada           | Centre Air Canada                  |
| 2 juillet 2011     | Montréal            | Canada           | Centre Bell                        |
| 3 juillet 2011     | Ottawa              | Canada           | Place Banque Scotia                |
| 5 juillet 2011     | Cleveland           | États-Unis       | Quicken Loans Arena                |
| 7 juillet 2011     | Milwaukee           | États-Unis       | Marcus Amphitheater                |
| 8 juillet 2011     | Rosemont            | États-Unis       | Allstate Arena                     |
| 9 juillet 2011     | Saint Paul          | États-Unis       | Xcel Energy Center                 |
| 13 juillet 2011    | Regina              | Canada           | Brandt Centre                      |
| 14 juillet 2011    | Winnipeg            | Canada           | MTS Centre                         |
| 16 juillet 2011    | Calgary             | Canada           | Scotiabank Saddledome              |
| 17 juillet 2011    | Edmonton            | Canada           | Rexall Place                       |
| 19 juillet 2011    | Vancouver           | Canada           | Rogers Arena                       |
| 20 juillet 2011    | Seattle             | États-Unis       | KeyArena                           |
| 22 juillet 2011    | Portland            | États-Unis       | Rose Garden (arena)                |
| 23 juillet 2011    | Boise               | États-Unis       | Taco Bell Arena                    |
| 24 juillet 2011    | Salt Lake City      | États-Unis       | EnergySolutions Arena              |
| 26 juillet 2011    | Broomfield          | États-Unis       | 1stBank Center                     |
| 28 juillet 2011    | Grand Prairie       | États-Unis       | Verizon Theater at Grand Prairie   |
| 29 juillet 2011    | Houston             | États-Unis       | Toyota Center                      |
| 30 juillet 2011    | Austin              | États-Unis       | Frank Erwin Center                 |
| 3 août 2011        | Phoenix             | États-Unis       | Comerica Théâtre                   |
| 5 août 2011        | Los Angeles         | États-Unis       | Nokia Theatre L.A. Live            |
| 6 août 2011        | Los Angeles         | États-Unis       | Nokia Theatre L.A. Live            |
| 7 août 2011        | Los Angeles         | États-Unis       | Nokia Theatre L.A. Live            |
| 9 août 2011        | San Diego           | États-Unis       | Valley View Casino Center          |
| 12 août 2011       | San Jose            | États-Unis       | HP Pavilion at San Jose            |
| 13 août 2011       | Santa Barbara       | États-Unis       | Santa Barbara Bowl                 |
| 14 août 2011       | Santa Barbara       | États-Unis       | Santa Barbara Bowl                 |
| 17 août 2011       | Kansas City         | États-Unis       | Sprint Center                      |
| 19 août 2011       | Nashville           | États-Unis       | Bridgestone Arena                  |
| 20 août 2011       | Saint-Louis         | États-Unis       | Scottrade Center                   |
| 1er septembre 2011 | Guadalajara         | Mexique          | Auditorio Telmex                   |
| 3 septembre 2011   | Mexico              | Mexique          | Palacio de los Deportes            |
| 5 septembre 2011   | Monterrey           | Mexique          | Arena Monterrey                    |
| 7 septembre 2011   | San Antonio         | États-Unis       | AT&T Center                        |
| 8 septembre 2011   | La Nouvelle-Orléans | États-Unis       | New Orleans Arena                  |
| 10 septembre 2011  | Louisville          | États-Unis       | KFC Yum! Center                    |
| 11 septembre 2011  | Grand Rapids        | États-Unis       | Van Andel Arena                    |
| 13 septembre 2011  | Columbus            | États-Unis       | Value City Arena                   |
| 14 septembre 2011  | Indianapolis        | États-Unis       | Conseco Fieldhouse                 |
| 16 septembre 2011  | Omaha               | États-Unis       | Qwest Center Arena                 |
| 17 septembre 2011  | Tulsa               | États-Unis       | BOK Center                         |
| Amérique du Sud,   |                     |                  |                                    |
| 23 septembre 2011  | Rio de Janeiro      | Brésil           | Rock in Rio (festival)             |
| 25 septembre 2011  | São Paulo           | Brésil           | Chácara do Jockey                  |
| 27 septembre 2011  | Buenos Aires        | Argentine        | Gimnasia y Esgrima de Buenos Aires |
| Europe,            |                     |                  |                                    |
| 12 octobre 2011    | Sheffield           | Royaume-Uni      | Motorpoint Arena                   |
| 14 octobre 2011    | Londres             | Royaume-Uni      | The O2 Arena                       |
| 15 octobre 2011    | Londres             | Royaume-Uni      | The O2 Arena                       |
| 18 octobre 2011    | Liverpool           | Royaume-Uni      | Echo Arena Liverpool               |
| 19 octobre 2011    | Cardiff             | Royaume-Uni      | Cardiff International Arena        |
| 24 octobre 2011    | Belfast             | Irlande          | Odyssey Arena                      |
| 26 octobre 2011    | Birmingham          | Royaume-Uni      | National Indoor Arena              |
| 27 octobre 2011    | Newcastle           | Royaume-Uni      | Metro Radio Arena                  |
| 29 octobre 2011    | Aberdeen            | Royaume-Uni      | Press & Journal Arena              |
| 31 octobre 2011    | Manchester          | Royaume-Uni      | Manchester Evening News Arena      |
| 1er novembre 2011  | Glasgow             | Royaume-Uni      | SECC                               |
| 3 novembre 2011    | Glasgow             | Royaume-Uni      | SECC                               |
| 4 novembre 2011    | Glasgow             | Royaume-Uni      | SECC                               |
| 5 novembre 2011    | Nottingham          | Royaume-Uni      | Trent FM Arena Nottingham          |
| 7 novembre 2011    | Dublin              | Irlande          | The O2                             |
| 8 novembre 2011    | Dublin              | Irlande          | The O2                             |
| Amérique du Nord   |                     |                  |                                    |
| 15 novembre 2011   | Hartford            | États-Unis       | XL Center                          |
| 16 novembre 2011   | New York            | États-Unis       | Madison Square Garden              |
| 19 novembre 2011   | Las Vegas           | États-Unis       | Mandalay Bay Events Center         |
| 21 novembre 2011   | Oakland             | États-Unis       | Oracle Arena                       |
| 22 novembre 2011   | Los Angeles         | États-Unis       | Staples Center                     |

(nb : Deux concerts ont été annulés. Le premier, à Grand Rapids aux États-Unis pour cause de problèmes d'emplois du temps.